# Cassiano dal Pozzo
Cassiano dal Pozzo (Torino, 21 febbraio 1588 – Roma, 22 ottobre 1657) è stato un viaggiatore e collezionista d'arte italiano.

## Biografia
Di nobile famiglia originaria di Biella, studiò a Firenze grazie all'aiuto dello zio, l'arcivescovo di Pisa Carlo Antonio Dal Pozzo. Fu dapprima alle dipendenze del giovane granduca di Toscana Ferdinando I de' Medici e poi, trasferitosi a Roma dal 1612, entrò al servizio della corte pontificia e del cardinale Francesco Barberini, che accompagnò in viaggi diplomatici in Francia (1625) e Spagna (1626). Di quest'ultimo viaggio è stato recentemente pubblicato il diario di Cassiano, ricco di notizie geografiche ad artistiche sulle città toccate dalla delegazione pontificia. Fu Cassiano dal Pozzo, in occasione del suo viaggio in Francia, ad attribuire il nome di Gioconda al capolavoro di Leonardo da Vinci, che il Vasari aveva chiamato Monna Lisa (in realtà, già Giovanni Paolo Lomazzo, nel suo Trattato dell'Arte della Pittura etc., pubblicato nel 1585, parlando dei dipinti di mano di Leonardo ornati a guisa di primavera, come il ritratto della Gioconda e di Monna Lisa, ne' quali ha espresso tra l'altre parti, la bocca in atto di ridere, ben 40 anni prima di Cassiano dal Pozzo).
Dopo Urbano VIII lasciò senza rimpianti la corte, pur rimanendo fedele ai Barberini (sempre fedele in tutte le fortune del padrone, come disse di lui Alessandro VII, del quale pare godette il favore, e attese con maggior lena ai suoi prediletti studi). Fu accademico dei Lincei e della Crusca, amico di quasi tutti gli uomini celebri del suo tempo (Alessandro Tassoni lo nomina nel canto XI della Secchia rapita) e protesse letterati ed artisti. Raccolse una ricca collezione di libri, oggetti rari e curiosi, ritratti, stampe, medaglie, epigrafi, marmi antichi. «Formò, in Roma, un museo che fu senza dubbio la più ricca collezione privata di antichità del Seicento e da Nicolò Poussin (il celebre pittore francese che aveva trovato in Roma una seconda patria) e da Pietro Testa, il Lucchesino, fece disegnare molti monumenti antichi, statue, medaglie, avanzi di edifici. E tutti questi monumenti, come ci riferisce il Dati, «col parere dei più eruditi investigatori delle cose vetuste», egli fece ordinatamente disporre, nel corso di lungo tempo, con grande spesa, studio, fatica: così formò quell'interessante Corpus, in 23 volumi, di tutte le antichità romane: un vero e proprio Museo Cartaceo, come lo definì lo stesso Dal Pozzo, che è, anche oggidì, di grande giovamento per la conoscenza di tanti monumenti scomparsi.»
Dal Pozzo curò il cosiddetto Museo Cartaceo, raccolta di disegni stampati da Pietro Testa di autori cinquecenteschi ma soprattutto da lui commissionati ad artisti contemporanei (non tutti identificabili), il cui fine era archiviare ogni antichità conosciuta, in una prospettiva antiquaria ed enciclopedista, e di catalogare le specie animali e le specificità botaniche e minerali.
Tale immenso materiale, diviso in venti volumi, fu comprato nel 1762 dal Re d'Inghilterra Giorgio III dal cardinale Albani, ed oggi è diviso tra varie collezioni reali dei Windsor e quelle della British Library di Londra; ma la parte maggiore di esso è a Windsor, Royal Library.
Nonostante le non grandi possibilità economiche, Cassiano fu committente di numerosi artisti; in particolare fu il primo sostenitore di Nicolas Poussin, appena giunto a Roma e spesso carente di clienti; lo introdusse alla committenza Barberini e per lui stesso gli ordinò moltissime opere, delle quali la più importante è la famosa prima serie dei Sette Sacramenti. In essa il pittore rappresentò i Misteri della Chiesa in ambienti di attenta ricostruzione archeologica, dovuta anche allo studio del Museo Cartaceo, ai cui disegni quasi sicuramente collaborò. Le sette tele, da sempre considerate un capolavoro dell'artista, furono vendute - nascostamente, per non incorrere in un divieto di esportazione del papa - dagli eredi di Cassiano nel 1785 al Duca di Rutland; oggi ne sopravvivono sei, di cui due sono a Belvoir Castle, nella collezione dell'attuale Duca di Rutland (attualmente in prestito alla Dulwich Picture Gallery, Londra); una (il Battesimo) a Washington, National Gallery of Art, acquistata nel 1946; un'altra (Ordinazione) è stata acquistata nel 2011 dal Kimbell Art Museum di Fort Worth; l'Estrema Unzione è stata acquistata dal Fitzwilliam Museum di Cambridge nel 2012; l'Ultima Cena è dal 2023 alla National Gallery (Londra). Una fu distrutta da un incendio all'inizio dell'Ottocento.
Poussin restò sempre legato a Cassiano e soffrì molto al momento della morte di quest'ultimo. Secondo la tradizione, per la progettata tomba del suo mecenate (poi non realizzata) avrebbe dipinto la spoglia Annunciazione oggi a Londra (National Gallery).
Altro artista in rapporti con il piemontese fu Gian Lorenzo Bernini, che per lui scolpì verso il 1623 un busto postumo dell'amato zio di Cassiano, monsignor Carlo Antonio dal Pozzo (oggi ad Edimburgo, National Gallery of Scotland).
A partire dal 2001, viene pubblicata l'edizione in più volumi di tutti i 7 000 disegni superstiti del Museo Cartaceo, edizione curata dal Warburg Institute di Londra e divisa in due serie: una per le antichità e l'architettura, una per i disegni naturalistici.
Fu nipote dell'omonimo Cassiano dal Pozzo, sepolto nella chiesa di Sant'Agostino a Torino.